# Лебединський краєзнавчий музей
Лебединський міський краєзнавчий музей — краєзнавчий музей у місті Лебедин Сумської області, культурно-освітній заклад міста, що розповідає про історико-культурний та соціально-економічний розвиток Лебединщини. Він розташований у пристосованому приміщенні на вул. Тараса Шевченка, 37. В музейному фонді близько 10 тисяч експонатів — пам'яток та предметів історії, археології, природознавства, етнографії та культури.

## Історія
Лебединський краєзнавчий музей було створено в 1996 році на базі громадського музею історії Лебединщини, в 1997 році він стає самостійним закладом. Нині це комунальний заклад Лебединської міської ради.
Музей розташований в історичній будівлі, що є і пам'яткою архітектури XIX століття, яка побудована у 1820 році. Спочатку це був сторожовий пост на околиці міста Лебедина, де перебували жандарми, городничі, урядники, а з 1865 року — будинок для приїжджих. Згодом у ньому облаштовується гуртожиток чоловічої гімназії, потім музичний корпус педагогічного училища. Певний час він використовувався як склад торгової мережі. І у 1996 році, ця споруда знайшла своє нове призначення — краєзнавчий музей.

## Приміщення, експозиція
Сьогодні в музеї, площею близько 550 квадратних метрів, розміщено понад десять тисяч експонатів. Двоповерхова будівля музею поділена на зали, кожен з яких розповідає про перебування первісних людей на території краю, його заселення, значущі для нього історичні події, культурний, економічний та промисловий розвиток, видатних особистостей Лебединщини та відомих українських діячів, які у різний час відвідували край.
У першому залі бачимо експонати, які розповідають про заселення Лебединщини, визначні історичні події краю, його економічний та промисловий розвиток від епохи пізнього палеоліту й до наших днів. Тут представлені матеріали, пов'язані з Новотроїцьким городищем, рештки мамонта, що були знайдені у 1963 році під час будівництва автовокзалу м. Лебедин.
В окремому залі знаходяться посуд та інші особисті речі з маєтку графа Капніста, які розповідають нам про події та побут XIX—XX століть.
Також у музеї зберігаються матеріали, які свідчать про перебування Т. Г. Шевченка на Лебединщині у 1859 році. На сьогодні спадщина Лебединського краєзнавчого музею налічує близько 200 примірників шевченкіани.
Особливе місце в музеї займає експозиція «Лебединщина в період Великої Вітчизняної війни». Тут представлені фотографії та документи про підпільницький рух на Лебединщині під час німецької окупації, лебединців, які воювали на фронтах німецько-радянської війни, зокрема, тих, що брали участь у штурмі Берліна, про кавалерів ордена Слави, Героїв Радянського Союзу, серед яких двічі Герой Радянського Союзу, маршал бронетанкових військ СРСР П. С. Рибалко, а також про почесних громадян цього краю — двічі Героя Радянського Союзу генерала В. С. Петрова, Героя Радянського Союзу генерал-лейтенанта І. М. Русіянова та генерала О. В. Чапаєва, які звільняли Лебединський край від окупації.
Також в музеї створена експозиція «Під чорним тавром», де розміщені документальні матеріали, листівки, довідки, фотоматеріали про Голодомор на Сумщині 1932—1933 років.
Окремий зал присвячений музичній спадщині Лебединщини. В ньому знаходяться матеріали, які розповідають про життя та творчий доробок відомих музикантів уродженців Лебединського краю, зокрема композитора та фольклориста О. І. Стеблянка, відомого в усьому світі оперного співака І. Н. Стешенка, оперного та камерного співака Б. Р. Гмирі, а також про славетного російського піаніста С. В. Рахманінова, який в травні-серпні 1893 року перебував в Лебедині.
У залі «Лебединщина: вчора, сьогодні, завтра» можна побачити галерею портретів одинадцяти Героїв Соціалістичної Праці Лебединщини, серед них портрет М. Х. Савченко, яка була удостоєна цього звання двічі.

## Галерея

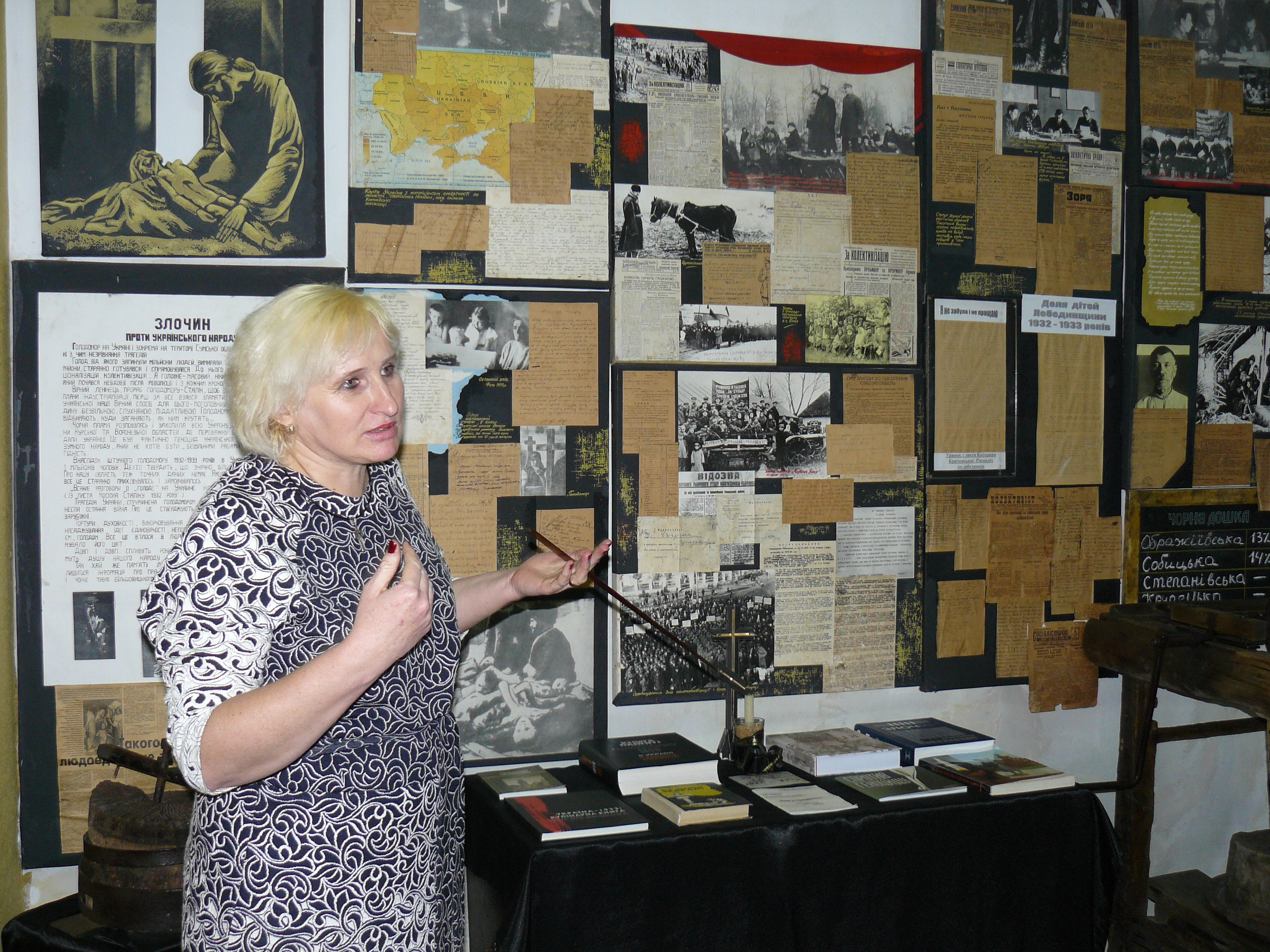
Фрагмент експозиції, присвяченої Голодомору 1932-1933 рр.
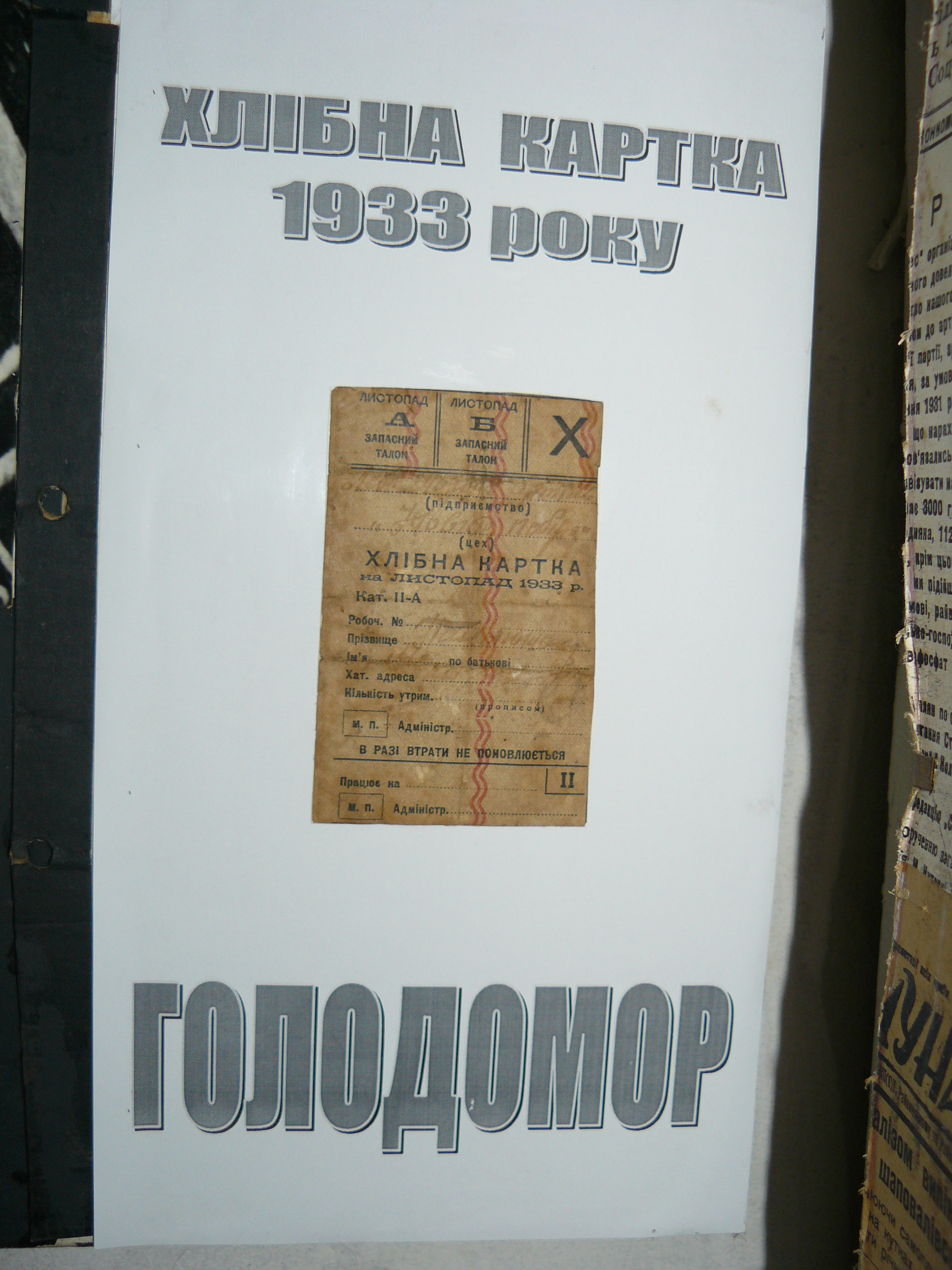
Хлібна картка 1933 року
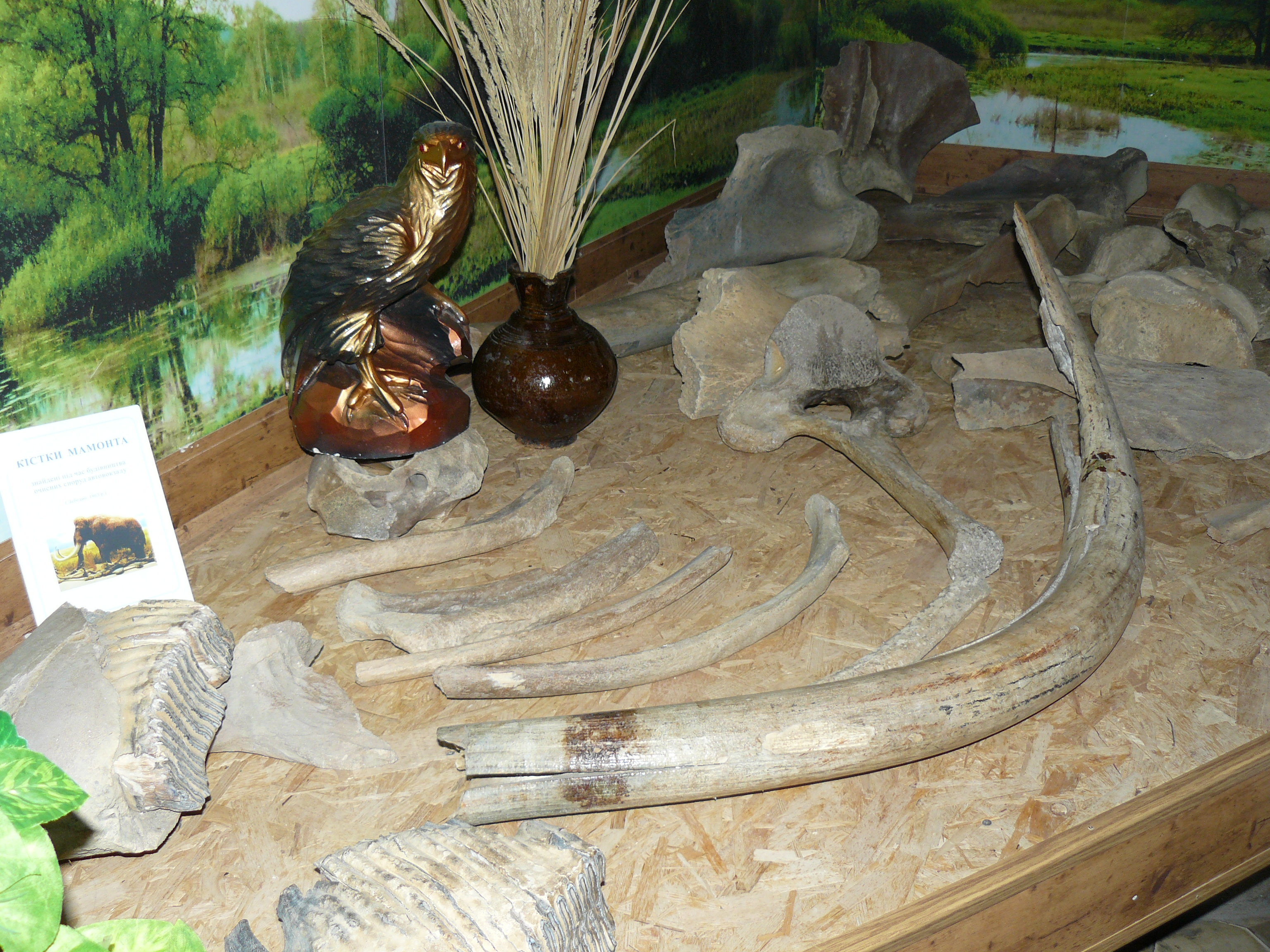
Кістки мамонта
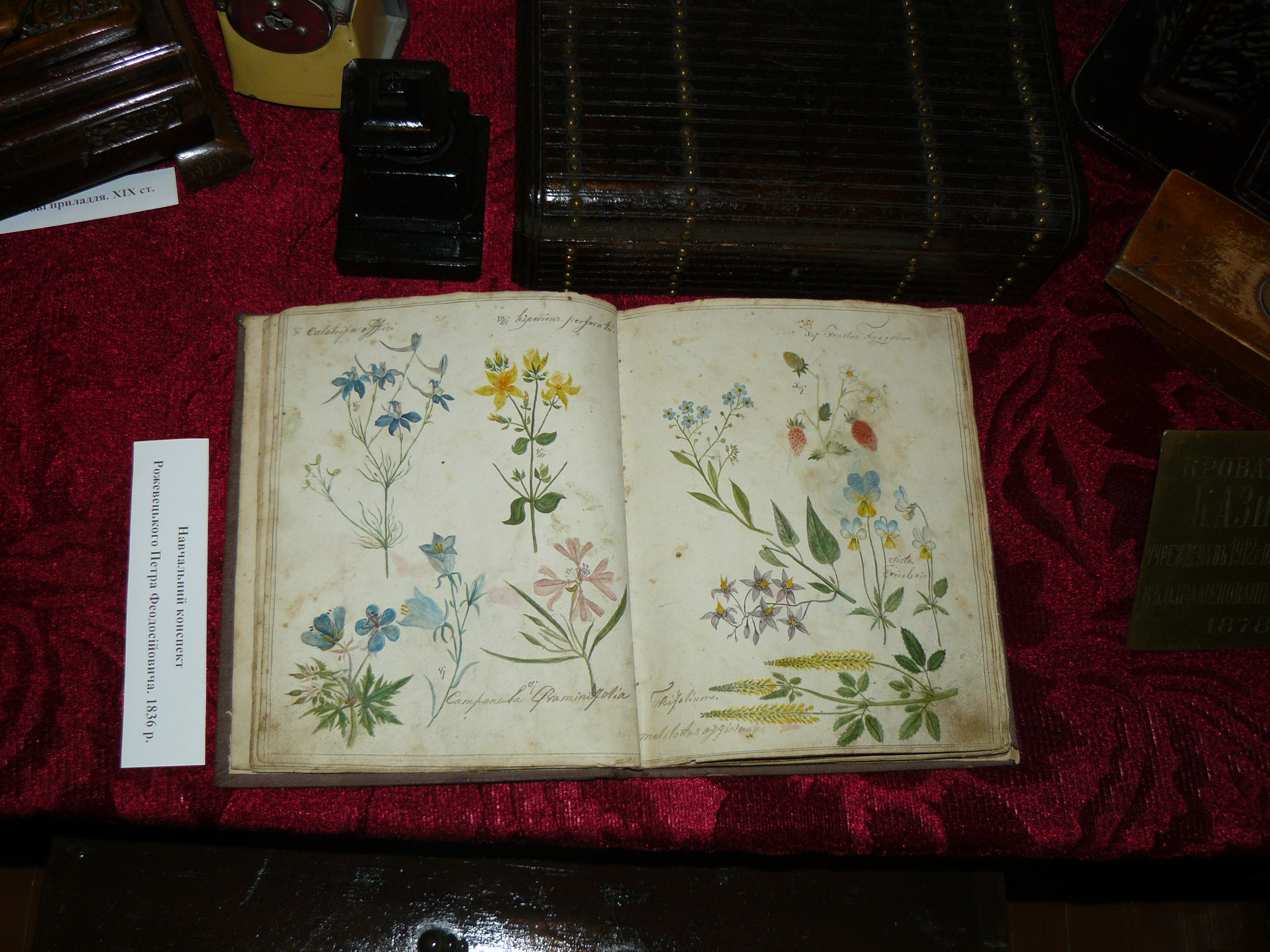
Навчальний конспект 1836 року П. Ф. Рожевецького
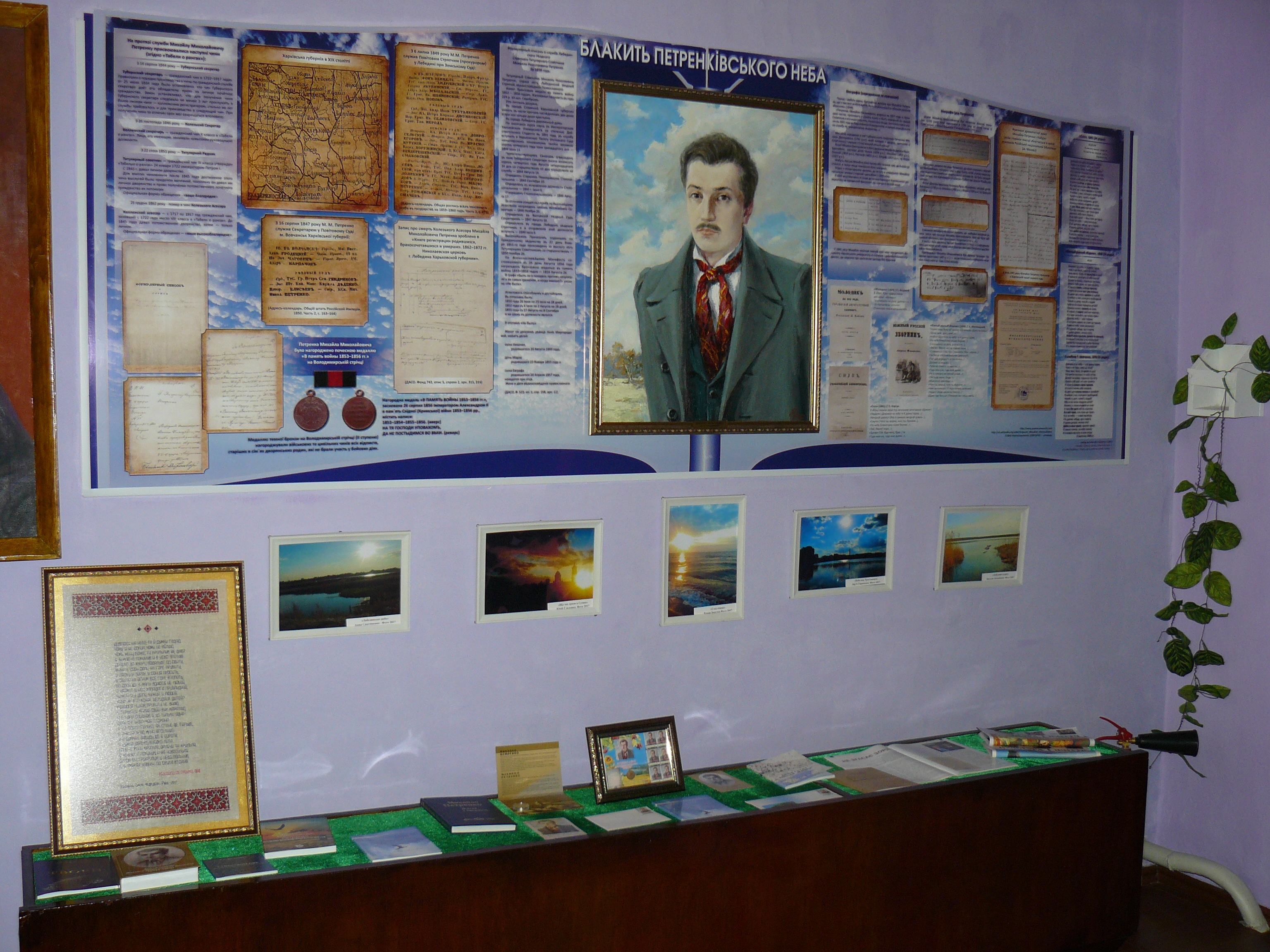
Експозиція, присвячена поету-романтику Михайлу Петренку
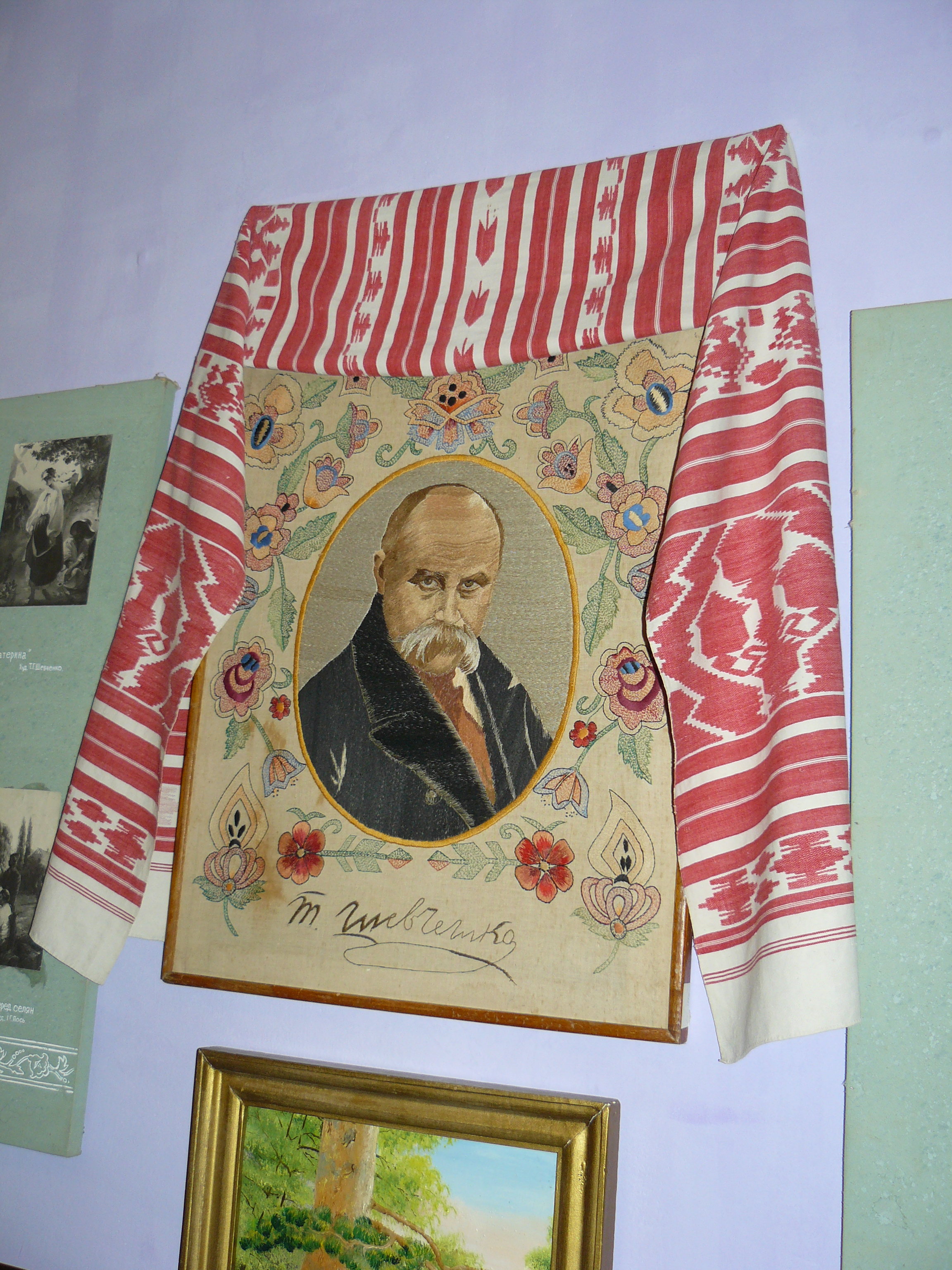
Вишитий портрет Т. Г. Шевченка

## Сьогодення
Музей постійно проводить роботу з оновлення й розширення своїх експозицій. На сьогодні в ньому представлені і роботи самодіяльних художників, майстрів Лебединщини, і виставки дитячих робіт.
Нова експозиція присвячена «Видатним особистостям краю», розповідає про відомих діячів сьогодення, що мешкають на Лебединщині. Серед них: Анатолій Васильович Онайко — голова СТОВ «Перемога», Микола Григорович Макаренко — голова селищної ради міста Симеїза, Микола Єгорович Шумило — доктор юридичних наук професор, викладач Академії Служби Безпеки України, Олексій Андрійович Прокопенко — академік Української Академії наук національного прогресу, Борис Андрійович Руденко — поет, прозаїк, критик та інші.
Також в музеї наявні й матеріали, що дають інформацію про історію та розвиток міськрайонної газети «Життя Лебединщини», з'явилася експозиція «Лебединщина спортивна», в якій представлені фото 23 видатних спортсменів-лебединців, серед яких чемпіони світу, Європи, призери Олімпійських Ігор: Л. Приходько, Л. Солоха, М. Смага, В. Савон, О. Терещенко, В. Харченко, М. Фігура та інші.
Нещодавно була створена експозиція «Туристична Лебединщина», яка представляє матеріали про чотири маршрути сільського зеленого туризму краю: «Михайлівська цілина», «Шелехівське озеро», «Т. Г. Шевченко на Лебединщині» та «П. С. Рибалко — маршал бронетанкових військ двічі Герой Радянського Союзу».
Щороку фонди Лебединського краєзнавчого музею поповнюються новими експонатами.
При музеї діють центр туристичної інформації та гурток «Юні краєзнавці», метою якого є збір та опрацювання інформації про історичне минуле краю, її оформлення в альбоми, а також проведення екскурсій на основі використання зібраних матеріалів.

## Директори
- до 2009 року — Безкоровайний Василь Валентинович;
- від 2009 року — Чхайло Олександра Іванівна.